# Mausolée de Chajar ad-Durr
 (mars 2025).
 (février 2024).
Le Mausolée de Chajar ad-Durr est le mausolée de la sultane ayyubide Chajar ad-Durr au Caire en Égypte. Le complexe fut construit en 1250 sous sa direction. 
L’artiste Pascal Coste documenta les ruines avec son minaret et son iwan en 1823.

## Voir également
- Architecture mamelouke

## Référence
- (en) Cairo of the Mamluks, D. Behrens-Abouseif, Ed. I.B.Tauris, 2007, P-114-115